# Corne de brume

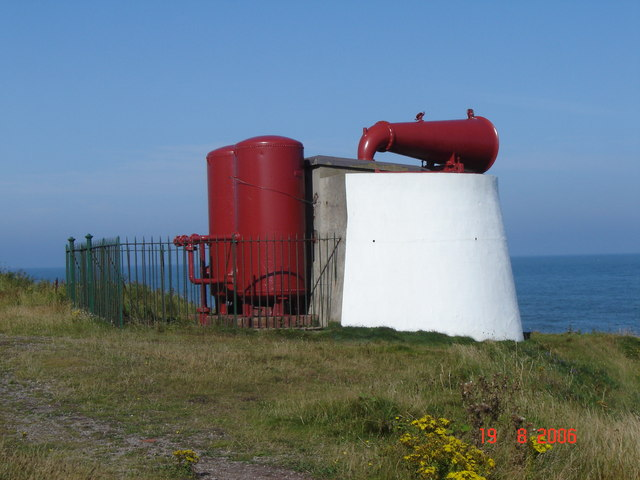
Ancienne corne de brume du phare de Girdle Ness près d'Aberdeen, inutilisée depuis 1987.

Une corne de brume est un instrument de signalisation maritime, émettant des signaux sonores par temps de brume pour signaler un obstacle ou un danger (récif, banc, jetée, etc.) ou pour signaler leur présence[pas clair].

## Description
Une corne de brume peut être fixe, à terre ou sur une bouée ; elle émet alors à destination des navires. Elle peut aussi être embarquée, de la même façon que les cloches, et utilisée par les navigateurs pour signaler leurs intentions.
En France, les signaux de brume fixes sont répertoriés dans les livres des feux et signaux de brumes du SHOM. Les signaux y sont décrits par leur nature (corne ou cloche) et leur rythme : nombre de signaux et période de temps en secondes,.
Il s'agissait autrefois d'une corne animale. Elle a été remplacée par des cornes en laiton puis en plastique, puis par des cornes alimentées par une cartouche de gaz comprimé. Une sirène alimentée par la vapeur des machines ou par de l'air comprimé peut aussi jouer ce rôle.
La corne de brume est parfois détournée pour être utilisée comme instrument de musique, à l'instar d'autres types de cornes. Depuis la fin du XXe siècle, des cornes de brume à cartouche de gaz sont utilisées par les supporters dans diverses manifestations sportives.
En 2010, le Service des phares et balises, qui en gère une cinquantaine en France, envisage de les remplacer définitivement par des signalisations visuelles jugées plus fiables. 

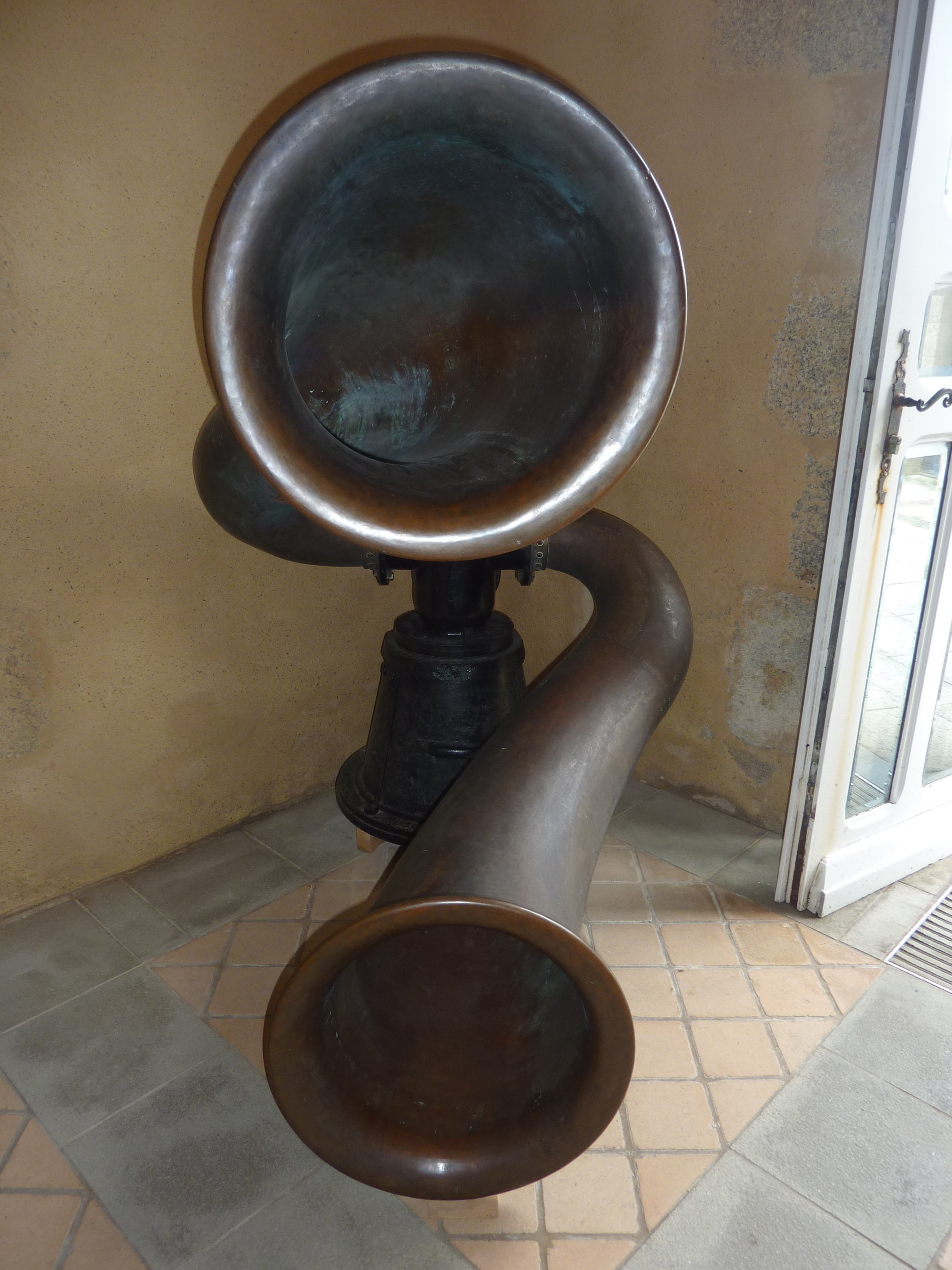
Corne de brume (exposée dans l'ancien phare de Penmarch).